# Tønsberg
Tønsberg ([ˈtœ̂nsbær(ɡ)]ⓘ) es una ciudad de Noruega situada en la provincia de Vestfold. Tiene una población estimada, a inicios de 2022, de 57 794 habitantes.
Es la capital de la provincia.
Es consideraba la ciudad más antigua de Noruega, fundada por los vikingos en el siglo IX. Fue una de las ciudades más importantes del país durante la Edad Media, pero perdió relevancia al ser arruinada por incendios. En el siglo XVIII recuperó vitalidad y se convertiría en un destacado centro ballenero y naviero. Actualmente, la economía de la ciudad gira principalmente en torno a los servicios, entre ellos el turismo, pero las actividades industriales y agrícolas no son desdeñables.
La ciudad de Tønsberg forma una conurbación con la vecina ciudad de Nøtterøy. La Oficina Central de Estadística de Noruega considera a Tønsberg la décima región metropolitana de Noruega, con alrededor de 115 000 habitantes.

## Etimología
El nombre nórdico antiguo fue Túnsberg. Este nombre proviene de la raíz tún, que puede tener el significado de «lugar cercado» o «granja», y de berg, que significa «montaña», haciendo referencia a la montaña Slottfjellet que se ubica en las proximidades de la ciudad. La forma Tønsberg se ha utilizado desde hace varios siglos, mientras que la forma antigua se ha mantenido en el nombre de la diócesis de Tunsberg.

## Historia

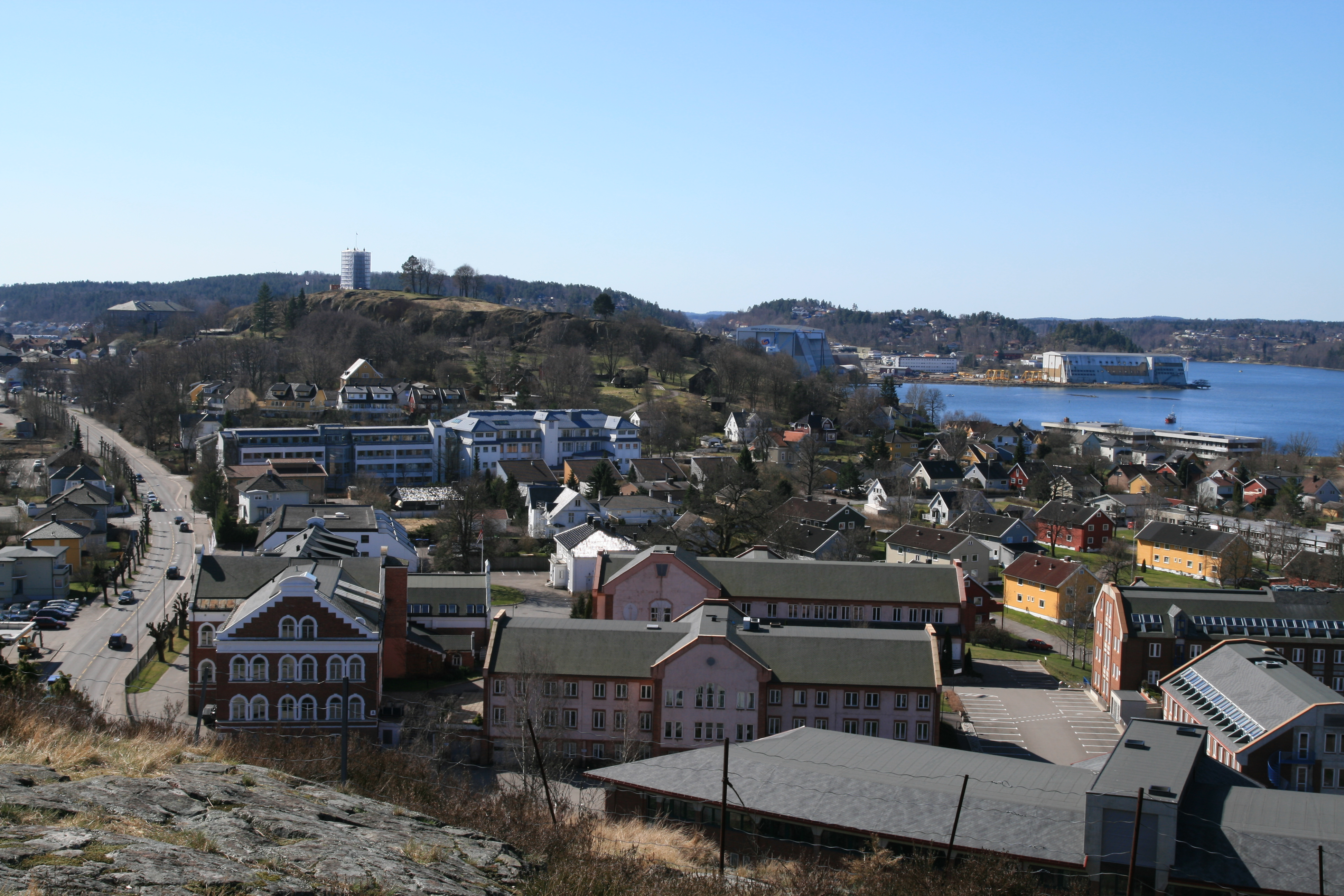
Vista del centro de Tønsberg, con el cerro Slottfjellet, donde se alzaba la antigua fortaleza real.

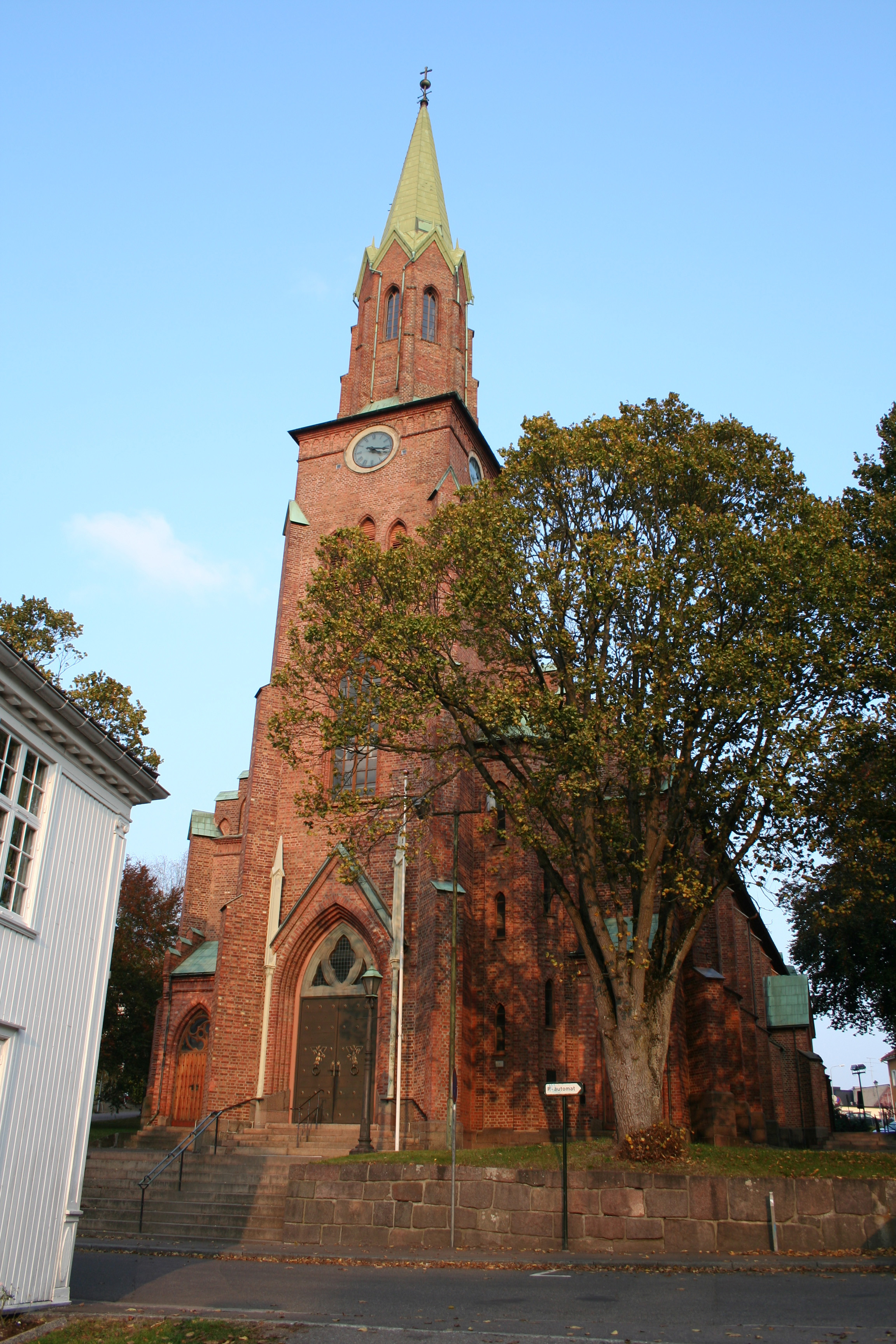
Catedral de Tønsberg.

Según el historiador islandés Snorri Sturluson, la ciudad fue fundada antes de la batalla de Hafrsfjord, que de acuerdo al mismo Snorri tuvo lugar en 871. De ser correcto ese dato, Tønsberg sería la ciudad más antigua de Noruega. Apoyándose en esa fuente, la ciudad celebró su milenario en 1871, y su aniversario número 1100 en 1971.
La fecha exacta de la batalla es disputada, y algunos suponen que habría sucedido hacia el año 900. Durante la década de 1970 se realizaron excavaciones arqueológicas en las partes más antiguas de la ciudad, y los resultados contradijeron a Snorri. Posiblemente, como parte de una confusión, el historiador consideraba a Tønsberg y Kaupang (una localidad más antigua, actualmente en el municipio de Larvik) como la misma ciudad. Actualmente, existe la tendencia entre los historiadores a aceptar el año 1100 como la fecha aproximada de la fundación de Tønsberg.
Existe una descripción de Tønsberg escrita en 1191 por un cruzado danés que visitó la localidad antes de partir a Tierra Santa. En ella, el que escribe presenta a Tønsberg como una ciudad.
La montaña Slotfjellet («montaña del castillo»), localizada al norte del centro de la ciudad, constituía una fortaleza natural. Durante las guerras civiles, el grupo político conocido como los bagler tuvo en Tønsberg su capital y fortificó Slottfjellet. Entre el otoño de 1201 y el invierno de 1202 la facción enemiga, los birkebeiner, asediaron la montaña hasta que los bagler se rindieron.
Tønsberg fue un importante centro político durante toda la Edad Media, y varios reyes residieron en su fortaleza. La ciudad fue también un centro eclesiástico, con ocho iglesias dentro de sus límites. En 1277, durante el reinado de Magnus el Legislador se firmó el concordato de Tønsberg, que fue una reconciliación entre la monarquía y la Iglesia.
La fortaleza de Tønsberg fue sede del len de Tønsberg (una entidad administrativa de Noruega), hasta que fue asaltada y destruida totalmente en 1503 por un ejército sueco. La mayor parte de Tønsberg fue destruida por un gran incendio en 1536, y la ciudad permanecería en un estado ruinoso por cerca de un siglo.
Tønsberg volvió a cobrar importancia en el siglo XVIII, cuando se convirtió en un boyante centro para la navegación y la caza de ballenas. Las dos iglesias que habían sobrevivido al incendio de la ciudad, San Lorenzo y Santa María, fueron derribadas entre 1811 y 1814, y en 1866, respectivamente. La actual catedral de Tønsberg fue levantada en el sitio de la iglesia de San Lorenzo.
El barco de Oseberg se encontró en 1904 en el entonces municipio de Sem, hoy parte de Tønsberg. El barco y su contenido representan uno de los mayores tesoros del arte vikingo.
En 1948 Tønsberg fue designada sede episcopal de la recién creada diócesis de Tunsberg de la Iglesia de Noruega. La nueva diócesis se formó a partir de la escisión de las provincias de Vestfold y Buskerud de la diócesis de Oslo.
Durante la Segunda Guerra Mundial, se construyó el campo de concentración de Berg, en las cercanías de la ciudad. El municipio de Tønsberg se fusionó en 1988 con el municipio de Sem, multiplicando su superficie y casi triplicando su población.

## Geografía

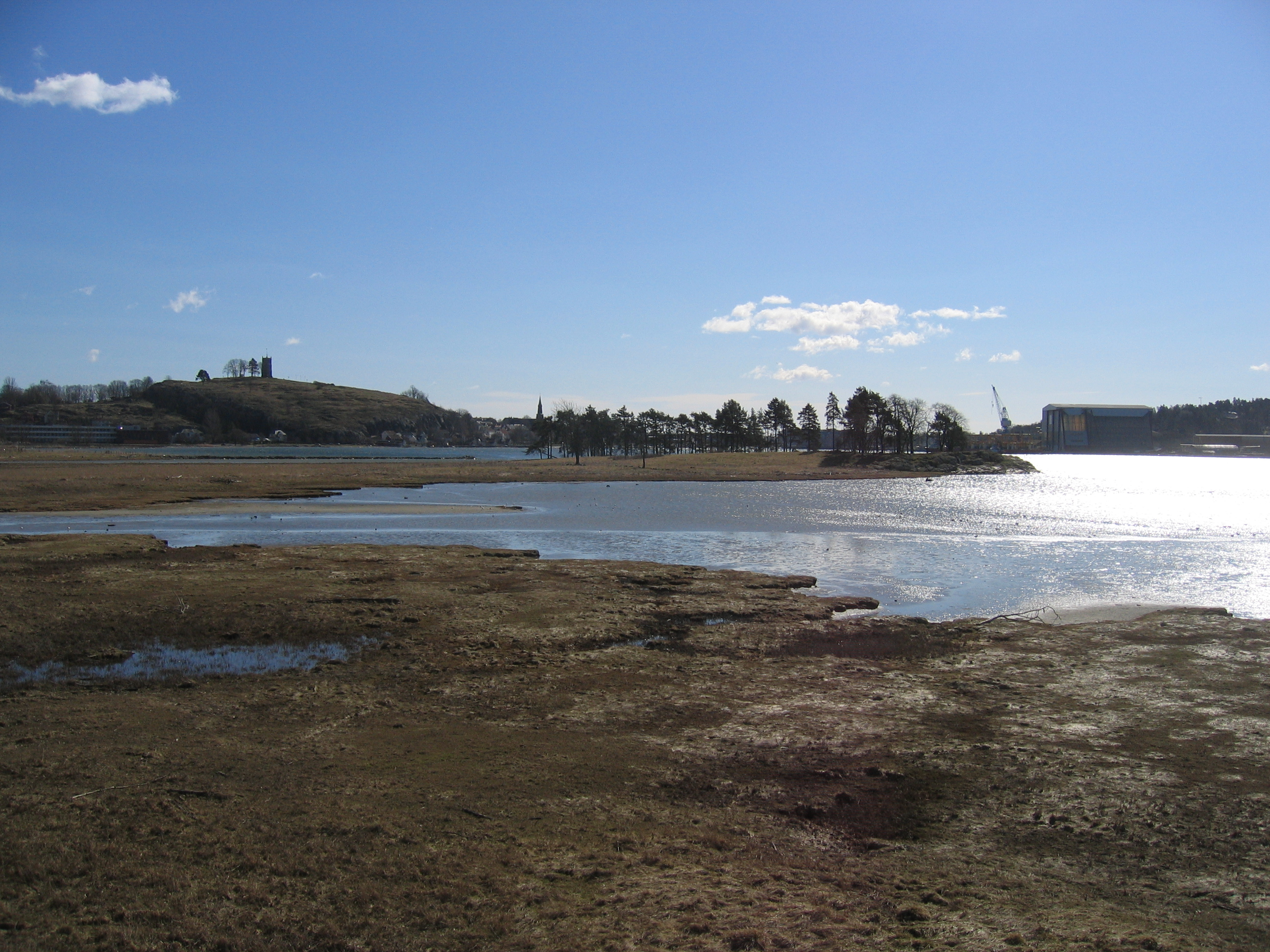
Los humedales de Ile, en las afueras de la ciudad.

El municipio de Tønsberg se localiza en el sur de Noruega, al este de la provincia de Vestfold. Colinda al norte con los municipios de Re y Horten, al oriente con el fiordo de Oslo, al occidente con Stokke y al sur con el fiordo de Tønsberg. Este fiordo es más bien un estrecho que separa el continente de las islas localizadas al sur, y en esta parte alcanza su punto más septentrional, separando a Tønsberg de la isla de Nøtterøy. La ciudad de Tønsberg se ubica en una península semitriangular al sur del municipio, frente a Nøtterøy, justo donde el fiordo se vuelve más estrecho.
Gran parte del área municipal fue un antiguo fondo marino y consiste de suelos arcillosos. Otra parte importante del suelo de Tønsberg consiste de morrenas, o depósitos de sedimentos arrastrados por antiguos glaciares.
La orografía es suave en la mayor parte del municipio, con algunas colinas de escasa elevación, y comienza a volverse más abrupta hacia el extremo occidental. La costa puede ser rocosa, como resultado del arrastre de los glaciares, pero también existen playas. Hay varios arroyos, pero el río principal es el Aulielva, que alcanza aquí su mayor caudal y desemboca en el fiordo de Tønsberg, al occidente del municipio. Dentro de los límites de Tønsberg hay grandes áreas de humedales importantes para la vida animal, que sirven como santuarios de aves y particularmente como estación en la migración de varias especies. Los humedales protegidos de Presterødkilen se localizan al este de la ciudad, y los de Ilen al oeste.

## Demografía
| Gráfica de evolución de Tønsberg entre 1769 y 2022 |
|                                                    |

El municipio de Tønsberg contaba en 2010 un estimado de 39 490 habitantes. El municipio está densamente poblado, pero la mayor parte de la población se concentra en el sureste, donde se asienta la capital del municipio, la cual cuenta tiene cerca de 31 000 habitantes y forma un continuo urbano con las poblaciones del norte del municipio insular de Nøtterøy. La población de esta área urbana alcanzaba 46 802 habitantes en 2008.
Estadísticamente, el gobierno noruego considera a Tønsberg el centro de un área metropolitana que incluye siete municipios (Tønsberg, Nøtterøy, Horten, Andebu, Re, Stokke y Tjøme) y suma una población de cerca de 115 000 personas, siendo la décima área metropolitana de Noruega.
Además de la capital, el municipio cuenta con varias localidades pequeñas, entre ellas las mayores son Barkåker, al norte de la capital, con 1252 habitantes, y Sem, una vieja estación de ferrocarril y antigua capital del municipio homónimo, con 1981.

## Economía

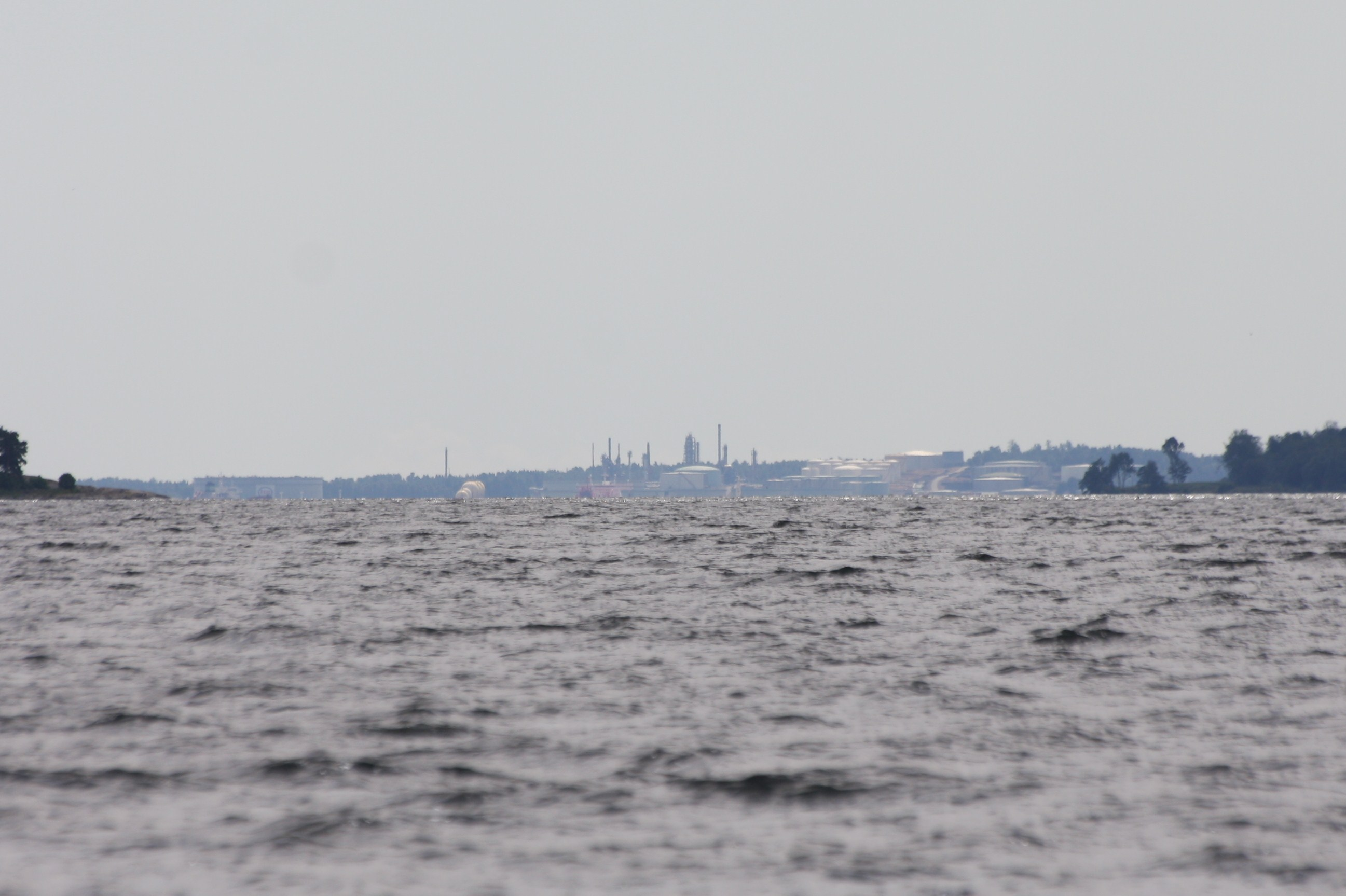
Refinería de petróleo de Slagentangen.

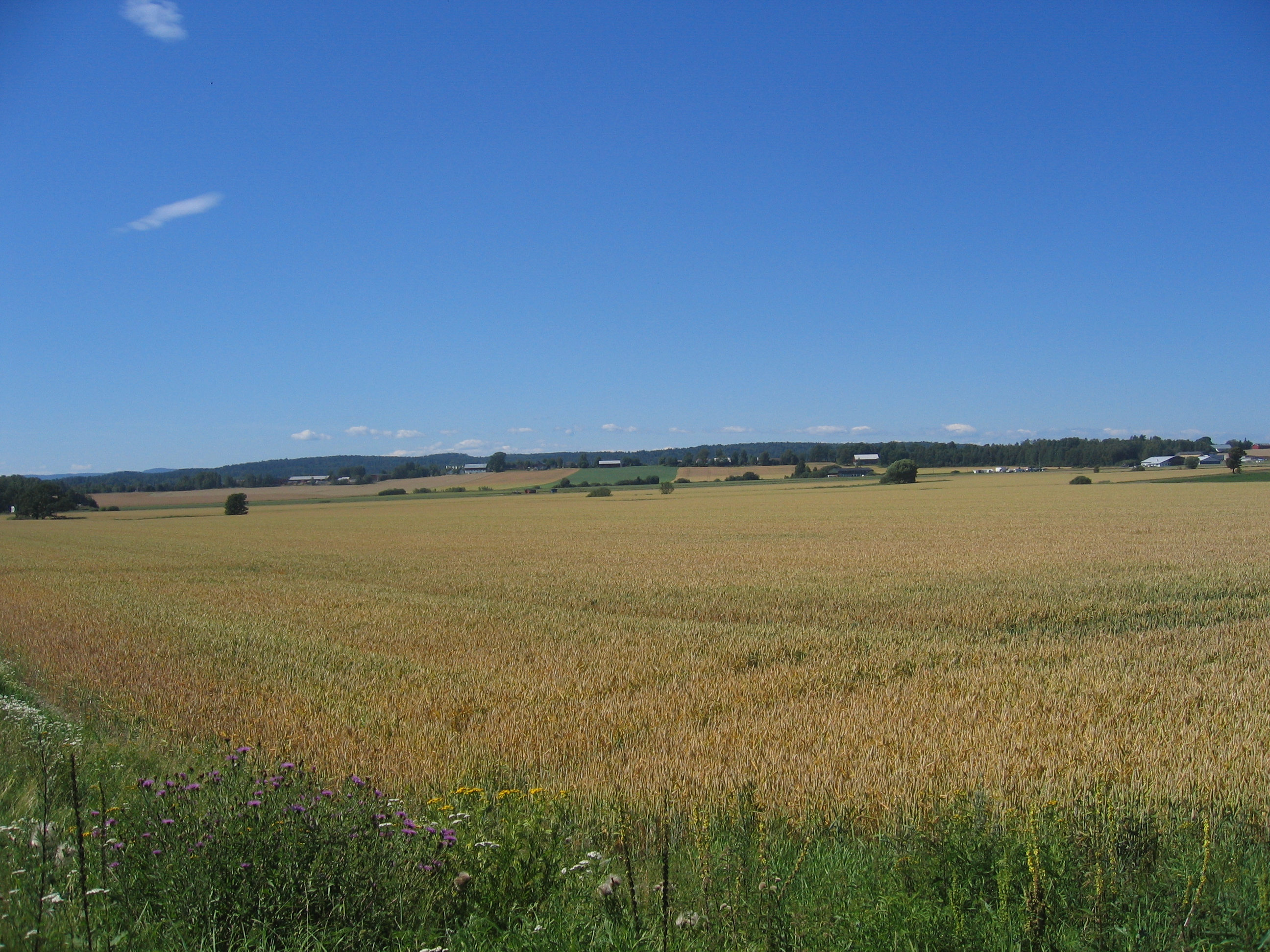
Campos de cereal entre Tønsberg y Sem.

La economía de Tønsberg se basa principalmente en el sector terciario, y es el principal centro comercial de toda la provincia de Vestfold y la sede de numerosos servicios públicos. En Tønsberg hay varios centros comerciales con gran cantidad de locales comerciales. La ciudad tiene una importante oferta de restaurantes y bares. La creciente importancia del turismo ha hecho florecer el ramo de la hotelería. Hay un complejo hotelero privado que es al mismo tiempo uno de los más importantes centros culturales de la ciudad.
Durante mucho tiempo, la economía de Tønsberg estuvo fundamentada en la caza de ballenas, la navegación, y en la industria relacionada con el mar. La industria perdió fuerza con el cierre, a finales del siglo XX, de los dos astilleros y otras empresas de tradición en la ciudad. En Kaldnes, en el vecino municipio de Nøtterøy, se asientan las instalaciones de la empresa Grenland Group, especialista en la industria del petróleo.
En la localidad de Sem la industria también ha ido en retroceso. Ahí estaba la mayor salina de toda Noruega, pero fue cerrada a finales del siglo XIX. Ahí mismo estuvo la primera refinería de petróleo del país, pero fue destruida por los aliados durante la Segunda Guerra Mundial. Desde 1960, la empresa Esso tiene una refinería en la península de Valløy, junto al fiordo de Oslo.
En el municipio hay una importante actividad de empresas medianas dedicadas a la industria alimentaria, entre ellas una importante empresa de cárnicos y otra de lácteos, ambas en Sem.
Aunque hay una reducida población campesina, la agricultura mantiene una relevancia considerable. En los alrededores de la ciudad de Tønsberg, se dedican grandes extensiones a la producción de hortalizas. En Tønsberg, hay empresas dedicadas a la conserva de esa producción.

## Cultura

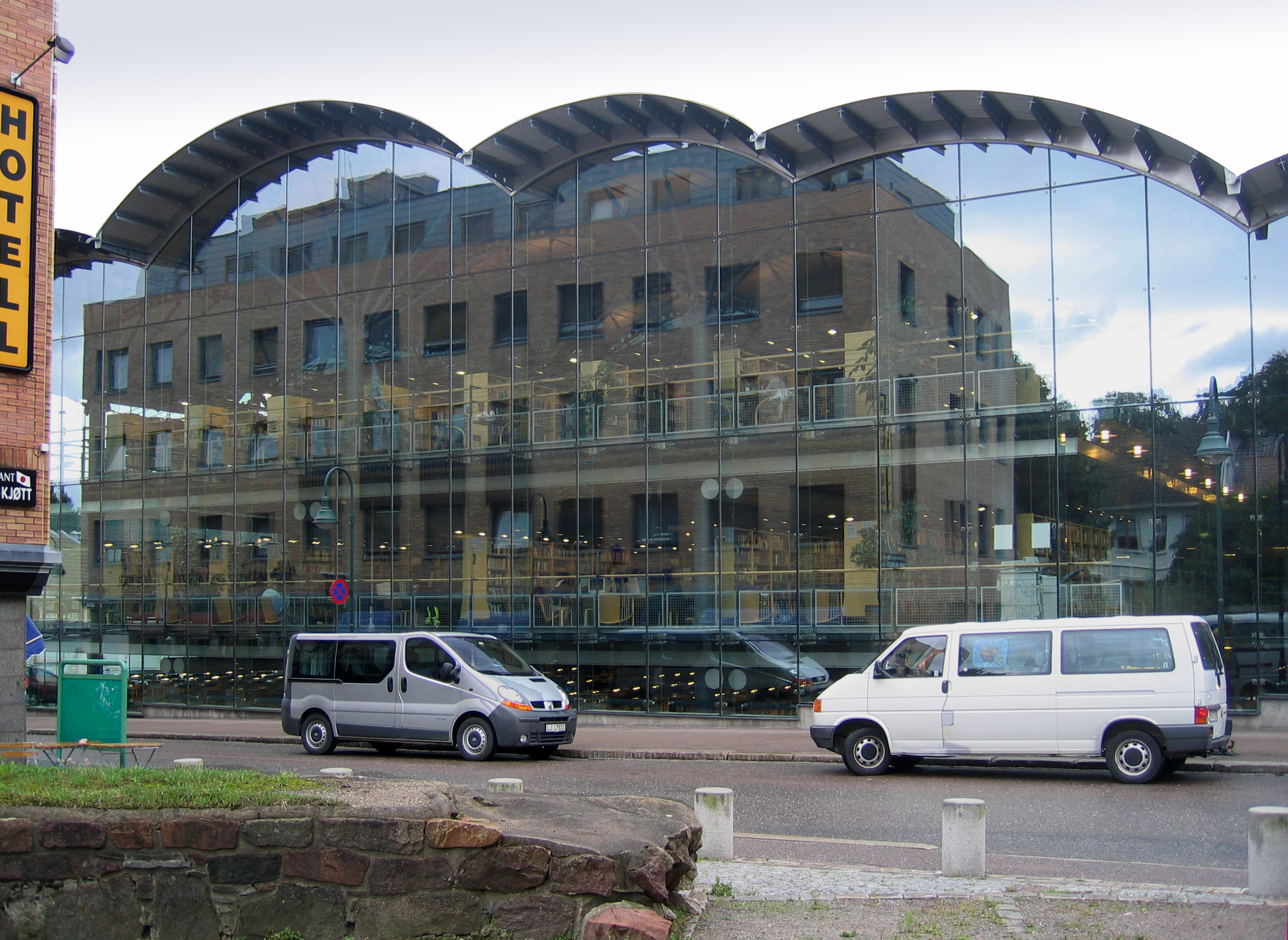
Biblioteca de Tønsberg y Nøtterøy.

La vida cultural de Tønsberg está influida por la rica historia de la ciudad y por su gran actividad como centro económico y comercial de la provincia. Es además un popular centro turístico y cultural en verano, resultando atractivo su suave clima y su costa.
La ciudad no cuenta con instituciones de enseñanza universitaria. El Colegio Universitario de Vestfold se localiza en el vecino municipio de Horten. La Biblioteca de Tønsberg y Nøtterøy es la biblioteca pública de ambos municipios y de toda la provincia; su sede es un edificio vanguardista de finales del siglo XX.

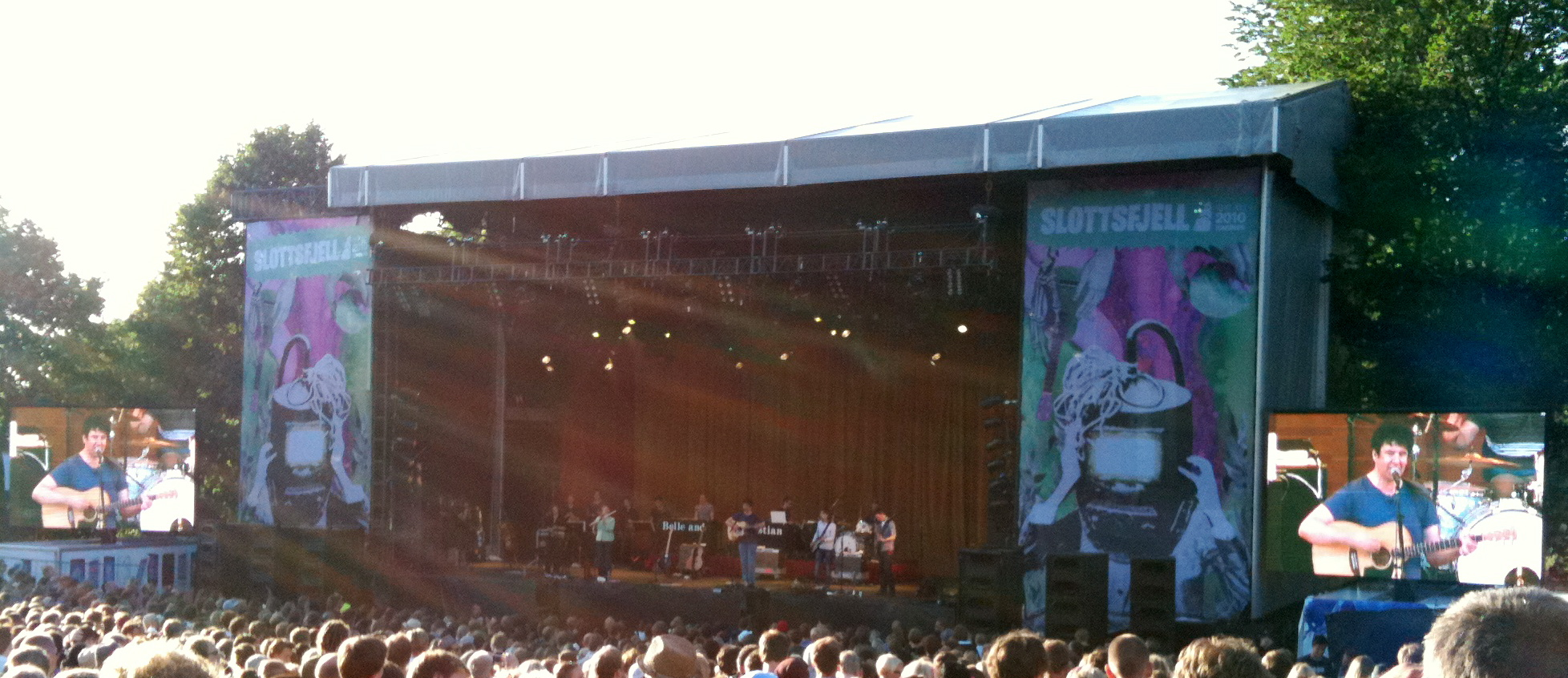
Belle and Sebastian en el Slottsfjellfestivalen de 2010.

Una semana al año, en el mes de mayo, se celebra desde 1968 la Feria Comercial de Tønsberg (Tønsbergmessa) en el parque Frodeåsen, que atrae a la ciudad a varios artistas famosos. También en primavera se celebra el Festival Medieval.
En verano, el turismo aporta mucha vida a la cultura. Los bares, pubs y cafeterías cercanos al puerto se llenan de visitantes y lugareños, y la vida nocturna se incrementa. Se realizan recorridos por la ciudad y el fiordo, y en los mayores hoteles y algunos pubs, hay espectáculos cómicos, de revista y musicales. Desde 2003, se realiza a mediados de julio un festival anual de música rock y pop, conocido como el Festival Slottfjellet (Slottfjelletfestivalen), que tiene lugar en el cerro homónimo. Este festival se ha convertido en poco tiempo en uno de los mayores de Noruega, reuniendo más de 30 000 personas en los tres días que tiene de duración.
El Festival Internacional de Vestfold (Vestfold Festspillene) se realiza en junio, y es un evento dedicado al arte y la cultura regional, nacional e internacional, con acento en la música y el arte escénico. El festival, que congrega artistas profesionales y aficionados, se lleva a cabo en varias localidades de la provincia, realizándose en Tønsberg la parte de música clásica.
La Semana Literaria de Vestfold (Litteraturuka i Vestfold) se organiza en noviembre desde 1997, organizada por la Sociedad Literaria de Tunsberg, la Biblioteca de la Provincia de Vestfold y la librería Norli. En cada una de sus ediciones, se entrega el Premio de Literatura de Vestfold a un escritor de la región.
Los dos mayores museos de Tønsberg son el Museo Provincial de Vestfold y el Museo Haugar de Arte. El primero, localizado a los pies de Slottfjellet, está dedicado a la cultura e historia de la provincia; el segundo fue erigido en una colina donde se celebraban asambleas en la era vikinga, y su colección consiste básicamente de arte contemporáneo noruego.

## Patrimonio histórico

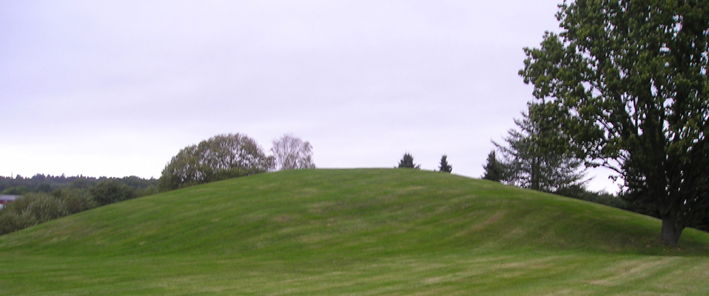
La colina Oseberg, donde fue descubierto el barco de Oseberg en 1904.

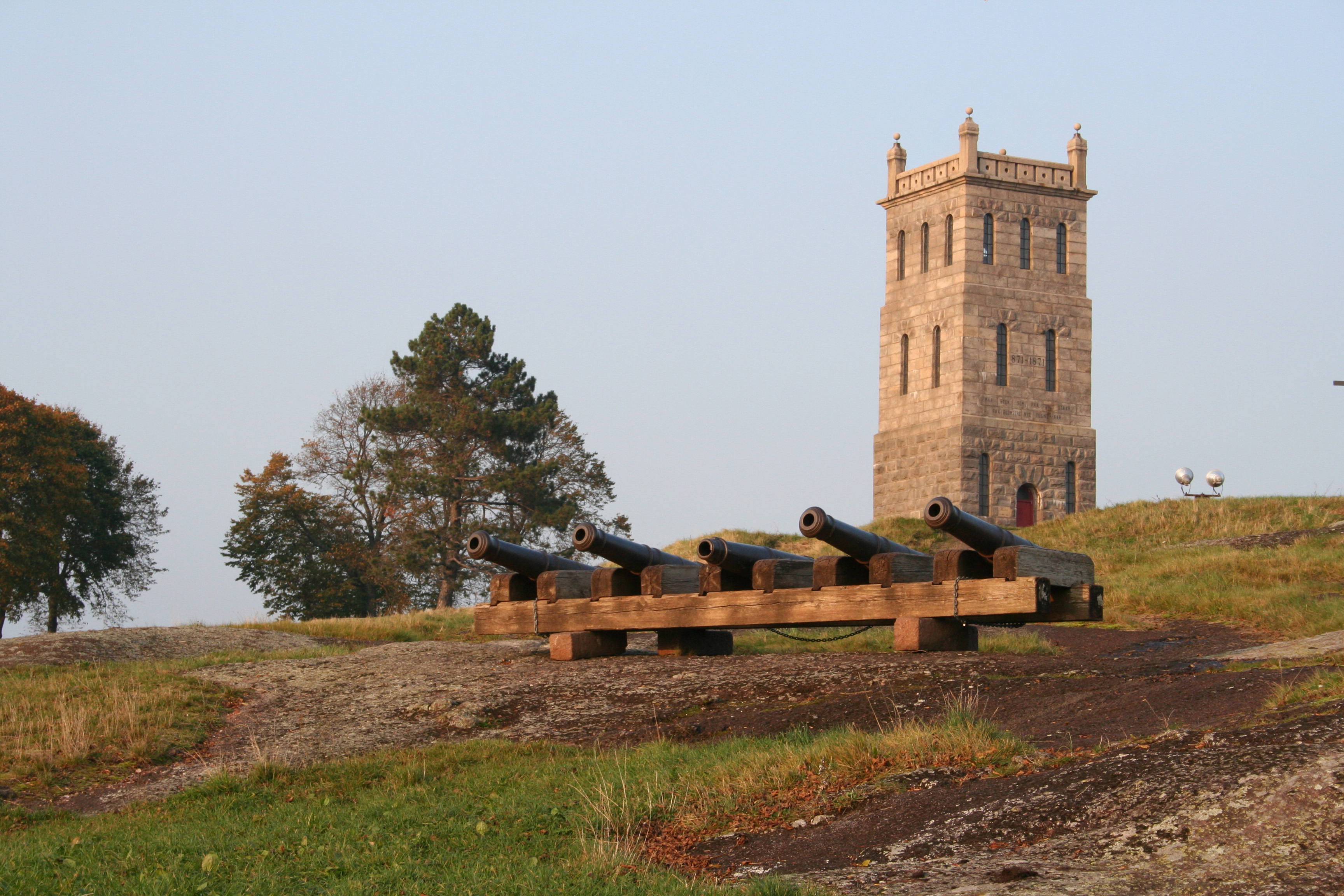
Slottfjellet, lugar de la antigua fortaleza de Tunsberghus e ícono de Tønsberg.

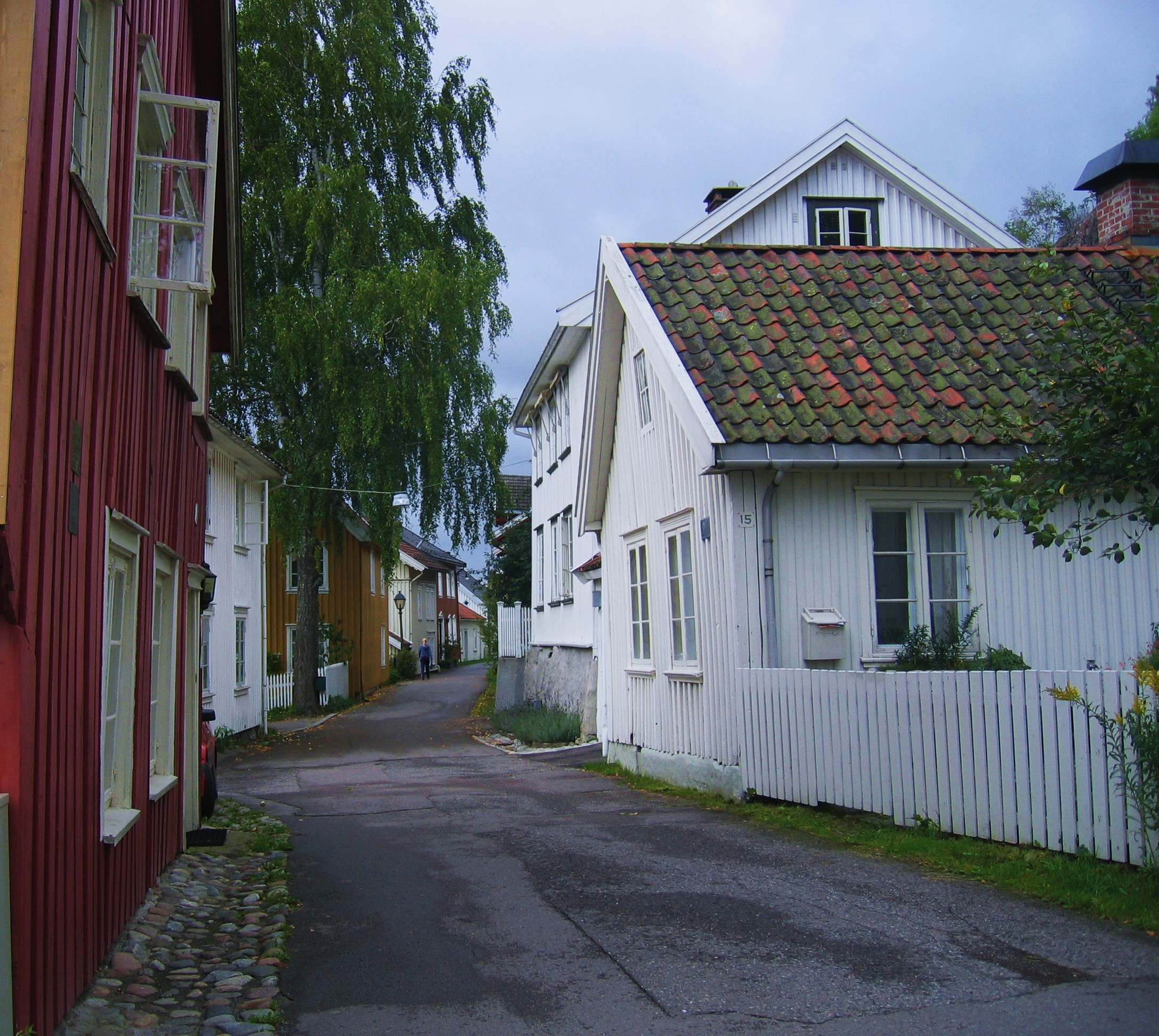
Antiguas casas de madera en el vecindario de Nordbyen.

Durante la construcción de la ruta europea 18 se encontraron vestigios arqueológicos en el municipio; entre ellos, restos de una embarcación similar al barco de Gokstad.
El barco de Oseberg es el mayor hallazgo arqueológico que se ha realizado dentro de los límites actuales del municipio de Tønsberg. Se trata de un barco funerario vikingo con un magnífico tesoro que estaba enterrado en la colina del mismo nombre. Hoy forma parte de la colección del Museo de Barcos Vikingos de Oslo. La colina de Oseberg ha sido restaurada en su apariencia original y está abierta a las visitas del público.
Otros túmulos funerarios son Haugar, en el centro de la ciudad, que era también el sitio de las asambleas (ting) vikingas, y Farmannshaugen, al norte de la ciudad, que data de la Edad del Hierro.
La montaña llamada Slottfjellet es el mayor monumento de Tønsberg. En ella se conservan las ruinas de la fortaleza medieval de Tunsberghus, que llegó a ser residencia de los reyes de Noruega.
La ciudad de Tønsberg no conservó ninguna de sus iglesias medievales. La iglesia del pueblo de Sem, de estilo románico y construida en el siglo XII, es el templo más antiguo de todo el municipio. En Tønsberg hubo un importante monasterio premonstratense en la Edad Media, el monasterio de San Olaf, del que solo quedan algunas ruinas en lo que hoy es la biblioteca pública.
Aunque la ciudad fue destruida por incendios, conserva en su parte central el trazado medieval de las calles.
También de importancia es la Mansión Jarlsberg, un bello palacete de mampostería del siglo XIX que fue residencia del conde Herman Wedel-Jarlsberg, una figura importante en la redacción de la constitución noruega.
Tønsberg conserva una importante cantidad de edificios de madera antiguos, principalmente del siglo XIX. Estos se concentran en el centro de la ciudad y en el vecindario de Nordbyen, donde se localiza la casa más antigua de la ciudad, construida hacia 1690.

## Deporte
En el municipio hay una importante actividad deportiva, con varios clubes y equipos en diversas ramas, y una cantidad considerable de instalaciones. Los clubes deportivos más conocidos son por ejemplo, Tønsberg-Kameratene, Tønsberg Turn, IL Flint y Eik idrettsforening. El FK Tønsberg es el equipo de fútbol más importante de la ciudad, y en 2010 juega en la segunda división noruega. En el barrio de Eik tiene su sede el equipo de fútbol Eik-Tønsberg, que en 2010 participa en la tercera división. Es además el municipio natal del campeón del mundo de ajedrez Magnus Carlsen

## Medios de comunicación
El diario local de la ciudad es Tønsbergs Blad. Es el mayor diario de la provincia y tiene una gran tradición, pues su historia se remonta a 1870. En 2005 apareció Byavisa Tønsberg, que es de distribución gratuita. Otro diario de larga trayectoria fue Vestfold Arbeiderblad («Diario de los trabajadores de Vestfold»), fundado en 1909 y extinto en 1988.
Tønsbergs Blad opera también la estación de televisión local TV Vestfold. Radio Tønsberg es la estación local de Tønsberg, dedicada principalmente a la difusión de música pop.
La empresa nacional de radio y televisión NRK tiene oficinas en Tønsberg, donde produce las emisiones para Vestfold.

## Política
El gobierno municipal de Tønsberg consiste de un Concejo Municipal integrado por 39 miembros. Los diferentes miembros del concejo están afiliados a 8 partidos políticos diferentes. De entre los concejales se eligen por votación mayoritaria a 11 miembros de la mesa directiva, entre los que se cuenta al presidente municipal.
En el período 2007-2010, el Concejo Municipal está conformado por 8 partidos políticos diferentes y el gobierno está formado, desde 2003, por una coalición conservadora entre los partidos del Progreso, Conservador y Demócrata Cristiano. En la elección de 2007, el partido más votado fue el Partido del Progreso (28,9 %), seguido del Partido Laborista (24,7 %) y el Partido Conservador (20,6 %), lo que les dio a cada uno un número de 12, 10 y 8 concejales, respectivamente; el resto del concejo lo conforman partidos con porcentajes muy menores.
El presidente municipal de Tønsberg es, por acuerdo entre la coalición gobernante, el conservador Petter Berg desde 2009.
| Período   | Nombre                    |
| --------- | ------------------------- |
| 1976-1993 | Erik Karlsen (H)          |
| 1993-1995 | Jørn Olav Hagen           |
| 1995-2001 | Hans Kristian Hogsnes (H) |
| 2001-2003 | Harald Haug Andersen (Ap) |
| 2003-2009 | Per Arne Olsen (FrP)      |
| 2009-     | Petter Berg (H)           |

| Partido                                 | Concejales | Miembros de la mesa directiva |
| --------------------------------------- | ---------- | ----------------------------- |
| Partido del Progreso (Frp)              | 12         | 3                             |
| Partido Laborista (Ap)                  | 10         | 3                             |
| Partido Conservador (H)                 | 8          | 3                             |
| Partido de la Izquierda Socialista (SV) | 3          | 1                             |
| Partido Demócrata Cristiano (KrF)       | 2          |                               |
| Partido Liberal (V)                     | 2          | 1                             |
| Partido de Centro (Sp)                  | 1          |                               |
| Lista independiente                     | 1          |                               |
| Total                                   | 39         | 11                            |

## Personajes célebres
- Cristina de Noruega (1234-1262). Princesa de Noruega e infanta de Castilla.
- Hjalmar Andersen (1923-2013). Tres veces campeón olímpico de patinaje de velocidad sobre hielo en Oslo 1952.
- Anders Aukland (1972-). Campeón olímpico y cinco veces campeón mundial de esquí de fondo.
- Lene Nystrøm (1973-). Cantante pop, exvocalista del grupo Aqua.
- Olaf Tufte (1976-). Campeón olímpico de remo en Pekín 2008.
- Stian Aasmundsen (1989-). Futbolista.
- Magnus Carlsen (1990-). Ajedrecista.
- Adelén (1996-). Cantante pop, de ascendencia española.

## En la cinematografía
- En la película Thor, se menciona Tonsberg, como sede antigua de un intento de invasión por partes de los Jotuns (gigantes de hielo) que fue repelida en batalla gracias a la intervención de los Asgardianos.
- En la película Capitán América: el primer vengador, se menciona a Tonsberg durante la Segunda Guerra Mundial, como lugar en donde el grupo derivado de los nazis, Hydra, a mando de Red Skull, buscan y encuentran en un templo vikingo, el Teseracto, cubo de energía que en el pasado formó parte de los tesoros de Odin.
- En Avengers: Endgame, se identifica a Tonsberg, como "Nueva Asgard", lugar en que los asgardianos, tras la destrucción de su mundo natal en Thor: Ragnarok, han establecido su nueva residencia.

## Localidades hermanadas
- Covarrubias (España). Por su vinculación con la Princesa Cristina de Noruega, nativa de Tønsberg.
- Roskilde (Dinamarca).
- Linköping (Suecia).
- Ísafjörður (Islandia).
- Joensuu (Finlandia).